# Frayalde
Frayalde (llamada oficialmente Santa María de Fraialde) es una parroquia española del municipio de Pol, en la provincia de Lugo, Galicia.

## Organización territorial
La parroquia está formada por seis entidades de población:
- Caxigo (O Caxigo)
- Correas (Os Correás)
- Grandavella (A Granda Vella)
- Mazo (O Mazo)
- Vilameá
- Vilarigo

## Demografía
| Gráfica de evolución demográfica de Frayalde entre 2000 y 2020 |
|                                                                |
| Datos según el nomenclátor publicado por el INE.               |